# Еди (окръг, Ню Мексико)
Вижте пояснителната страница за други значения на Еди.
Окръг Еди (на английски: Eddy County) е окръг в щата Ню Мексико, Съединени американски щати. Площта му е 10 873 km², а населението – 56 997 души (2017). Административен център е град Карлсбад.